# Krzyż pizański

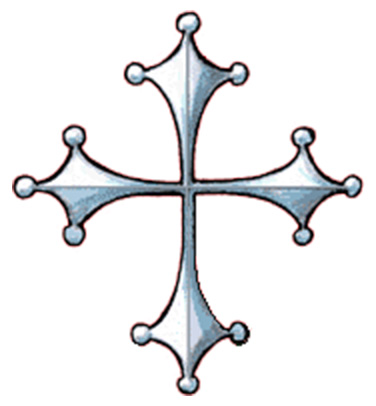

Krzyż pizański (niem. Pisaner Kreuz, ang. Cross urdy) – odmiana krzyża greckiego, w której ramiona kończą się trzema szpicami przypominającymi ostrze strzały. Cztery ramiona mają symbolizować cztery klucze. Krzyż taki znajduje się w herbie Pizy (stąd nazwa), a podobny umieszczono w herbie Tuluzy (krzyż tuluski odwołujący się do innej symboliki). 
Wśród europejskich odznaczeń państwowych  występuje obecnie w bułgarskich orderach Zasługi Cywilnej i Zasługi Wojskowej, we włoskim Orderze Wojskowym (wcześniej Orderze Sabaudzkim Wojskowym) i w rosyjskim cerkiewnym Orderze św. Sergiusza Radoneżskiego.